# Championnat d'Europe féminin de football des moins de 19 ans
Cet article traite de l'épreuve féminine. Pour la compétition masculine, voir Championnat d'Europe de football des moins de 19 ans.
Le championnat d'Europe féminin de football des moins de 19 ans est une compétition de football féminin réservée aux joueuses de moins de 19 ans. L'épreuve se déroule tous les ans depuis 1998. Entre 1998 et 2001, l'épreuve était réservée aux joueuses de moins de 18 ans. Depuis 2002, et la réorganisation des catégories d'âge, cette limite d'âge est passée à 19 ans.

## Histoire

Ancien logo de la compétition.
Logo actuel.

## Palmarès
| Édition                              | Année | Pays hôte       | Finale                                               | Finale                                               | Finale                                               | Demi-finalistes                                      | Demi-finalistes | Demi-finalistes |
| Édition                              | Année | Pays hôte       | Champion                                             | Score                                                | Deuxième                                             | Demi-finalistes                                      | Demi-finalistes | Demi-finalistes |
| ------------------------------------ | ----- | --------------- | ---------------------------------------------------- | ---------------------------------------------------- | ---------------------------------------------------- | ---------------------------------------------------- | --------------- | --------------- |
| Compétition pour les moins de 18 ans |       |                 |                                                      |                                                      |                                                      |                                                      |                 |                 |
| 1re                                  | 1998  | -               | Danemark                                             | 2 - 0 2 - 3                                          | France                                               | Allemagne Suède                                      |                 |                 |
| 2e                                   | 1999  | Suède           | Suède                                                | 2 - 1                                                | Allemagne                                            | Italie Norvège                                       |                 |                 |
| 3e                                   | 2000  | France          | Allemagne                                            | 4 - 2                                                | Espagne                                              | Suède France                                         |                 |                 |
| 4e                                   | 2001  | Norvège         | Allemagne (2)                                        | 3 - 2                                                | Norvège                                              | Danemark Espagne                                     |                 |                 |
| Compétition pour les moins de 19 ans |       |                 |                                                      |                                                      |                                                      |                                                      |                 |                 |
| 5e                                   | 2002  | Suède           | Allemagne (3)                                        | 3 - 1                                                | France                                               | Danemark Angleterre                                  |                 |                 |
| 6e                                   | 2003  | Allemagne       | France                                               | 2 - 0                                                | Norvège                                              | Angleterre Suède                                     |                 |                 |
| 7e                                   | 2004  | Finlande        | Espagne                                              | 2 - 1                                                | Allemagne                                            | Italie Russie                                        |                 |                 |
| 8e                                   | 2005  | Hongrie         | Russie                                               | 2 - 2 (a.p.) 6 – 5 (tab)                             | France                                               | Allemagne Finlande                                   |                 |                 |
| 9e                                   | 2006  | Suisse          | Allemagne (4)                                        | 3 - 0                                                | France                                               | Danemark Russie                                      |                 |                 |
| 10e                                  | 2007  | Islande         | Allemagne (5)                                        | 2 - 0 (a.p.)                                         | Angleterre                                           | France Norvège                                       |                 |                 |
| 11e                                  | 2008  | France          | Italie                                               | 1 - 0                                                | Norvège                                              | Allemagne Suède                                      |                 |                 |
| 12e                                  | 2009  | Biélorussie     | Angleterre                                           | 2 - 0                                                | Suède                                                | France Suisse                                        |                 |                 |
| 13e                                  | 2010  | Macédoine       | France (2)                                           | 2 - 1                                                | Angleterre                                           | Allemagne Pays-Bas                                   |                 |                 |
| 14e                                  | 2011  | Italie          | Allemagne (6)                                        | 8 - 1                                                | Norvège                                              | Italie Suisse                                        |                 |                 |
| 15e                                  | 2012  | Turquie         | Suède (2)                                            | 1 - 0 (a.p.)                                         | Espagne                                              | Danemark Portugal                                    |                 |                 |
| 16e                                  | 2013  | Pays de Galles  | France (3)                                           | 2 - 0 (a.p.)                                         | Angleterre                                           | Allemagne Finlande                                   |                 |                 |
| 17e                                  | 2014  | Norvège         | Pays-Bas                                             | 1 - 0                                                | Espagne                                              | Norvège République d'Irlande                         |                 |                 |
| 18e                                  | 2015  | Israël          | Suède (3)                                            | 3 - 1                                                | Espagne                                              | Allemagne France                                     |                 |                 |
| 19e                                  | 2016  | Slovaquie       | France (4)                                           | 2 - 1                                                | Espagne                                              | Suisse Pays-Bas                                      |                 |                 |
| 20e                                  | 2017  | Irlande du Nord | Espagne (2)                                          | 3 - 2                                                | France                                               | Allemagne Pays-Bas                                   |                 |                 |
| 21e                                  | 2018  | Suisse          | Espagne (3)                                          | 1 - 0                                                | Allemagne                                            | Danemark Norvège                                     |                 |                 |
| 22e                                  | 2019  | Écosse          | France (5)                                           | 2 - 1                                                | Allemagne                                            | Pays-Bas Espagne                                     |                 |                 |
| 23e                                  | 2020  | Géorgie         | Édition annulée en raison de la pandémie de Covid-19 | Édition annulée en raison de la pandémie de Covid-19 | Édition annulée en raison de la pandémie de Covid-19 | Édition annulée en raison de la pandémie de Covid-19 |                 |                 |
| 23e                                  | 2021  | Biélorussie     | Édition annulée en raison de la pandémie de Covid-19 | Édition annulée en raison de la pandémie de Covid-19 | Édition annulée en raison de la pandémie de Covid-19 | Édition annulée en raison de la pandémie de Covid-19 |                 |                 |
| 23e                                  | 2022  | Tchéquie        | Espagne (4)                                          | 2-1                                                  | Norvège                                              | France Suède                                         |                 |                 |
| 24e                                  | 2023  | Belgique        | Espagne (5)                                          | 0 - 0 (a.p.) 3 – 2 (tab)                             | Allemagne                                            | Pays-Bas France                                      |                 |                 |
| 25e                                  | 2024  | Lituanie        | Espagne (6)                                          | 2 - 1 (a.p.)                                         | Pays-Bas                                             | Angleterre France                                    |                 |                 |
| 26e                                  | 2025  | Pologne         | Espagne (7)                                          | 4 - 0                                                | France                                               | Portugal Italie                                      |                 |                 |

### Bilan par nation
Le tableau suivant présente le bilan par nation ayant atteint au moins une fois le dernier carré.
| Rang | Équipe               | Vainqueur | Finaliste | Demi-finale | Total dernier carré |
| ---- | -------------------- | --------- | --------- | ----------- | ------------------- |
| 1    | Espagne              | 7         | 5         | 1           | 14                  |
| 2    | Allemagne            | 6         | 5         | 7           | 18                  |
| 3    | France               | 5         | 6         | 7           | 18                  |
| 4    | Suède                | 3         | 1         | 5           | 9                   |
| 5    | Angleterre           | 1         | 3         | 3           | 7                   |
| 6    | Pays-Bas             | 1         | 1         | 5           | 7                   |
| 7    | Danemark             | 1         |           | 5           | 6                   |
| 8    | Italie               | 1         |           | 4           | 5                   |
| 9    | Russie               | 1         |           | 2           | 3                   |
| 10   | Norvège              |           | 5         | 4           | 9                   |
| 11   | Suisse               |           |           | 3           | 3                   |
| 12   | Finlande             |           |           | 2           | 2                   |
| 13   | Portugal             |           |           | 1           | 1                   |
| 14   | République d'Irlande |           |           | 1           | 1                   |

## Meilleures buteuses
| Année | Joueuse                 | Buts |
| ----- | ----------------------- | ---- |
| 1999  | Helena Hasselberg       | 2    |
| 2000  | Laura del Río García    | 7    |
| 2001  | Marie Knutsen           | 2    |
| 2001  | Petra Wimbersky         | 2    |
| 2002  | Claire Morel            | 4    |
| 2002  | Barbara Müller          | 4    |
| 2003  | Shelley Thompson        | 4    |
| 2004  | Anja Mittag             | 6    |
| 2005  | Jelena Danilowa         | 9    |
| 2006  | Jelena Danilowa         | 7    |
| 2007  | Marie-Laure Delie       | 3    |
| 2007  | Fanndís Friðriksdóttir  | 3    |
| 2007  | Ellen White             | 3    |
| 2008  | Marie Pollman           | 4    |
| 2009  | Sofia Jakobsson         | 5    |
| 2010  | Turid Knaak             | 4    |
| 2010  | Lieke Martens           | 4    |
| 2011  | Melissa Bjånesøy        | 7    |
| 2012  | Elin Rubensson          | 5    |
| 2013  | Pauline Bremer          | 6    |
| 2014  | Vivianne Miedema        | 6    |
| 2015  | Stina Blackstenius      | 6    |
| 2016  | Marie-Antoinette Katoto | 6    |
| 2017  | Patricia Guijarro       | 5    |
| 2018  | 7 joueuses              | 2    |
| 2019  | Melvine Malard          | 4    |
| 2022  | Nicole Arcangeli        | 5    |
| 2023  | Louna Ribadeira         | 4    |
| 2024  | Nina Matejić            | 5    |
| 2025  | Liana Joseph            | 4    |